# Кьяссо
Кьяссо (итал. Chiasso, [ˈkjasso] или [ˈkjaːso]; ломб. Ciass, [tʃas]) — город на юге швейцарского кантона Тичино, на границе с Италией. В 1976 году муниципалитеты Кьяссо (1970: 8868 жителей) и Педринат (1970: 458 жителей) слились в одну общину с названием Кьяссо. Это самый южный швейцарский город. Город упоминается впервые в 1140 году. Сегодня является наиболее важным местом на таможенной границе с Италией.